# Ider, Zavkhan
Ider (tiếng Mông Cổ: Идэр) là một sum của tỉnh Zavkhan ở miền tây Mông Cổ. Vào năm 2005, dân số của sum là 2.714 người.

## Địa lý
Sum có diện tích khoảng 3.800 km2. Trung tâm sum, Zuunmod, nằm cách tỉnh lỵ Uliastai 80 km và thủ đô Ulaanbaatar 960 km.

### Khí hậu
Ider có khí hậu bán khô hạn. Nhiệt độ trung bình hàng năm ở khu vực này là -2 °C. Tháng ấm nhất là tháng 7, khi nhiệt độ trung bình là 17 °C và lạnh nhất là tháng 1, với -24 °C. Lượng mưa trung bình hàng năm là 252 mm. Tháng ẩm ướt nhất là tháng 7, với lượng mưa trung bình là 64 mm, và khô nhất là tháng 1, với 3 mm.

## Kinh tế
Sum có một trường học, bệnh viện, trung tâm thương mại và nhà văn hóa.